# Bernard Hügl
Bernard „Benda“ Hügl (* 25. Januar 1908 in Srpski Miletić, Österreich-Ungarn; † 2. April 1982 in Heilbronn) war ein jugoslawischer Fußballspieler und -trainer. 

## Karriere
Bernard Hügl war als Spieler für den 1. HŠK Građanski Zagreb, der heute als Dinamo Zagreb bekannt ist aktiv. Als Trainer trainierte er in den 1950er Jahren die Clubs HŠK Ličanin Zagreb, NK Ferraria, Dinamo Zagreb, FK Velež Mostar, NK Proleter Osijek sowie die Jugoslawische B-Nationalmannschaft. 1958 zog es ihn nach Deutschland, wo er die Stuttgarter Kickers und den VfR Heilbronn trainierte.